# Zuppa istantanea
La zuppa istantanea è un tipo di zuppa ideata per essere preparata e cucinata in modo veloce.
Alcune zuppe istantanee sono fatte in casa, mente altre sono prodotte in serie su scala industriale e trattati in vari modi per aumentarne lo stato di conservazione. Esiste un'ampia varietà di tipologie di zuppe istantanee. Le zuppe istantanee commerciali sono generalmente essiccate o disidratate, confezionate in scatola o trattate mediante congelamento.

## Tipi
Le zuppe istantanee commerciali sono prodotte in diversi tipi. Alcune sono costituite da un pacchetto di fondi di cucina secco. Esse non contengono acqua e sono preparate aggiungendo acqua e poi riscaldando il prodotto per un breve periodo di tempo, oppure aggiungendo acqua calda direttamente al composto di fondi di cucina. La zuppa istantanea può anche essere prodotta in polvere secca, come la Cup-a-Soup di Unilever.
Le zuppe istantanee in scatola contengono una zuppa liquida preparata riscaldandone il contenuto. Alcune zuppe in scatola sono condensate e richiedono acqua aggiuntiva per raggiungere la concentrazione desiderata, mentre altre sono inscatolate in una forma pronta da mangiare, a concentrazione singola. Il dott. John T. Dorrance, un dipendente della Campbell Soup Company, inventò la zuppa condensata nel 1897. A volte i consumatori usano le zuppe condensate (senza diluirle) come base per la salsa. Alcune zuppe liquide istantanee sono prodotte in contenitori adatti al microonde. Inoltre, alcune zuppe istantanee, come l'Erbswurst di Knorr, sono preparate in una forma di pasta concentrata. Knorr ha cessato la produzione di Erbswurst il 31 dicembre 2018.
Le zuppe di noodle istantanei come le Cup Noodles contengono noodle istantanei essiccati, prodotti vegetali e di carne disidratati e condimenti e vengono preparate aggiungendo acqua calda. La zuppa di noodle istantanei confezionata è solitamente formata come una torta e spesso include un pacchetto di condimento che viene aggiunto ai noodles e all'acqua durante la preparazione. Alcune includono anche pacchetti separati di olio e guarnizioni utilizzati per condire il prodotto. Momofuku Ando, il fondatore di Nissin Foods, ha sviluppato la zuppa di noodle istantanei confezionata nel 1958.

## Varietà
Esistono moltissime varietà di zuppe istantanee. Ad esempio, ci sono diverse zuppe istantanee secche di marca Lipton e Knorr, come quella di cipolla, verdura, manzo al pomodoro e crema di spinaci. La zuppa di miso istantanea è generalmente prodotta in due forme, una come pasta di miso con condimenti vegetali conservati, generalmente del tipo shiro (bianco), e l'altra come miso granulato. Uno degli usi principali del miso disidratato è la produzione di zuppa di miso istantanea. Pollo, manzo e frutti di mare/gamberetti sono i gusti più popolari tra i consumatori di zuppe noodle istantanei.

## Produzione
Le zuppe istantanee preparate commercialmente sono solitamente essiccate o disidratate, inscatolate o trattate tramite congelamento. Alcune zuppe istantanee secche sono preparate con ingredienti addensanti, come l'amido pre-gelatinizzato, che funzionano a una temperatura inferiore rispetto ad altri. Ulteriori ingredienti utilizzati nelle zuppe istantanee commerciali per contribuire alla loro consistenza includono maltodestrine, polveri di grassi emulsionati, zuccheri, amido di patate, gomma di xantano e gomma di guar. A volte gli ingredienti utilizzati nelle zuppe istantanee secche vengono macinati in frammenti, il che consente loro di essere sciolti quando viene aggiunta acqua. Queste particelle vengono talvolta preparate utilizzando la liofilizzazione e l'essiccazione a soffio.
La liofilizzazione è un recente metodo di disidratazione innovativo, limitato ad alimenti di alto valore a causa dell'elevato costo associato al processo. Nonostante il suo costo, la liofilizzazione è molto efficace nel mantenere la qualità complessiva e il valore nutrizionale degli alimenti attraverso un processo chiamato sublimazione, in cui l'acqua viene rimossa (evaporata) dagli alimenti nel loro stato congelato senza la transizione attraverso lo stato liquido. La rimozione dell'acqua dagli alimenti previene il deterioramento poiché non crea un ambiente che favorisce la crescita di microrganismi che causano il deterioramento come batteri, muffe e lieviti. La liofilizzazione riduce anche il peso totale degli alimenti, in particolare frutta e verdura che sono per lo più acqua, rendendo così più efficiente il trasporto di questi prodotti. Le verdure utilizzate nelle miscele per zuppe istantanee spesso vengono sottoposte a liofilizzazione, il che le aiuta a mantenere il loro valore nutrizionale, la consistenza e il sapore. Inoltre, poiché gli alimenti rimangono rigidi durante la disidratazione, la sublimazione dell'acqua crea dei buchi dove prima si trovavano i cristalli di ghiaccio evaporati. Ciò consente agli alimenti liofilizzati come le verdure di mantenere la loro forma senza restringersi e questi alimenti si reidratano completamente quando si aggiunge acqua alla miscela che riempie i vuoti lasciati dall'acqua che subisce sublimazione. A causa del ridotto contenuto di acqua degli alimenti liofilizzati che inibisce la crescita di microrganismi e previene le reazioni chimiche enzimatiche, questi alimenti sono considerati stabili a scaffale e possono essere mantenuti al sicuro dal deterioramento per anni impedendo il riassorbimento dell'umidità. Gli alimenti liofilizzati possono essere conservati a temperatura ambiente senza bisogno di refrigerazione.
Sebbene non comune rispetto alla maggior parte delle applicazioni, a volte una soluzione di condimento viene spruzzata direttamente sui noodle istantanei per esaltarne il sapore, prima di essere confezionati. Gli ingredienti aromatici utilizzati nella zuppa di noodle istantanei includono verdure e carni essiccate, sale, MSG, cipolla, aglio, estratto di lievito, proteine vegetali idrolizzate, estratti di oli essenziali e composti aromatici naturali o sintetici. Gli oli essenziali derivati da cipolla, aglio e chiodi di garofano sono talvolta utilizzati come aromi per la zuppa di noodle istantanei e possono essere prodotti utilizzando la pressatura a espulsione o l'estrazione con solvente e la distillazione. Esistono metodi sofisticati che creano composti aromatici, o aromi complessi, per l'aromatizzazione delle zuppe di noodle istantanei, in cui i composti volatili delle sostanze vengono isolati e ricostituiti per creare miscele di condimenti. Le tecniche per creare composti aromatici per le zuppe di noodle istantanei includono la cromatografia di gas utilizzata con spettrometria di massa e olfattometria. Le confezioni di condimento per zuppa di noodle istantanei possono contenere anche agenti antiagglomeranti e agenti fluidificanti per evitare che il prodotto si raggrumi in una massa solida.

## Usi
Le zuppe istantanee sono spesso utilizzate come ingrediente in cucina. La cream of mushroom soup è particolarmente popolare per preparare le casseruole. Il mix di zuppa di cipolle disidratate è utilizzato per preparare la salsa di cipolle francese.

## Galleria d'immagini

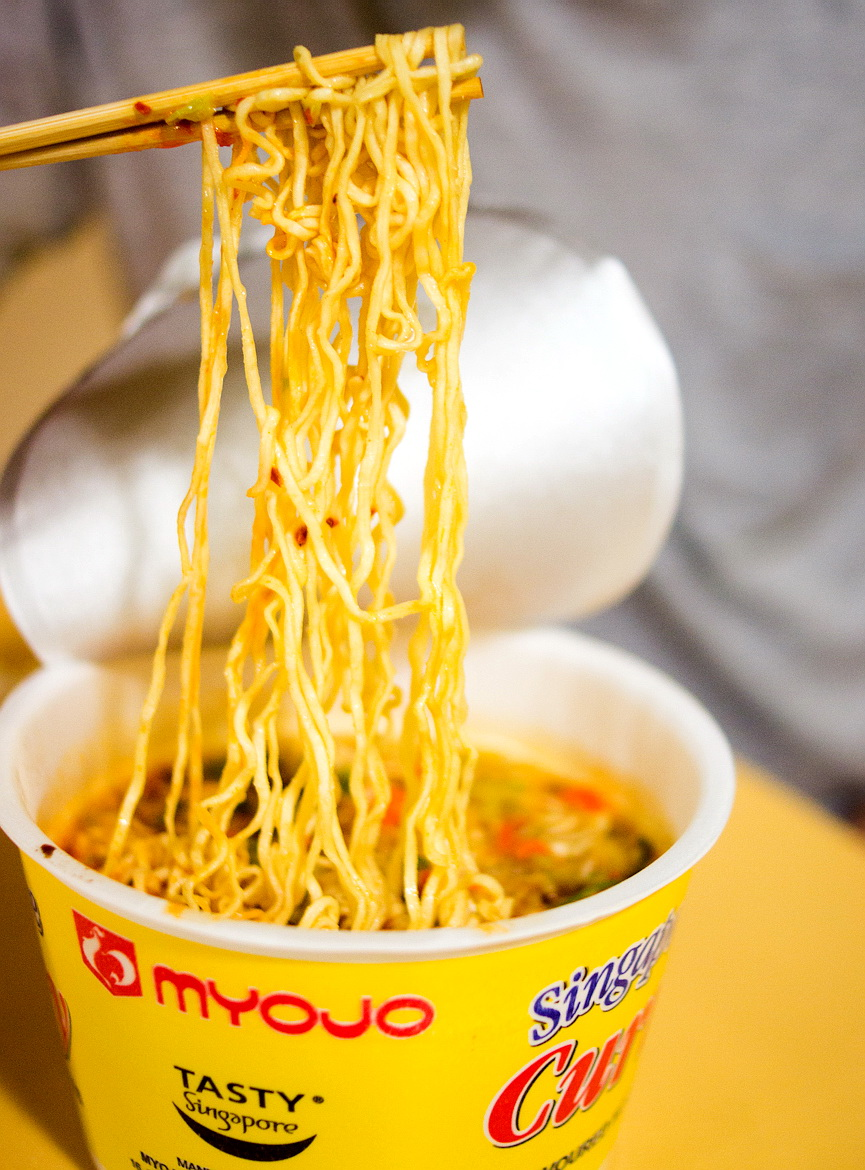
Zuppa istantanea al gusto di curry di Singapore
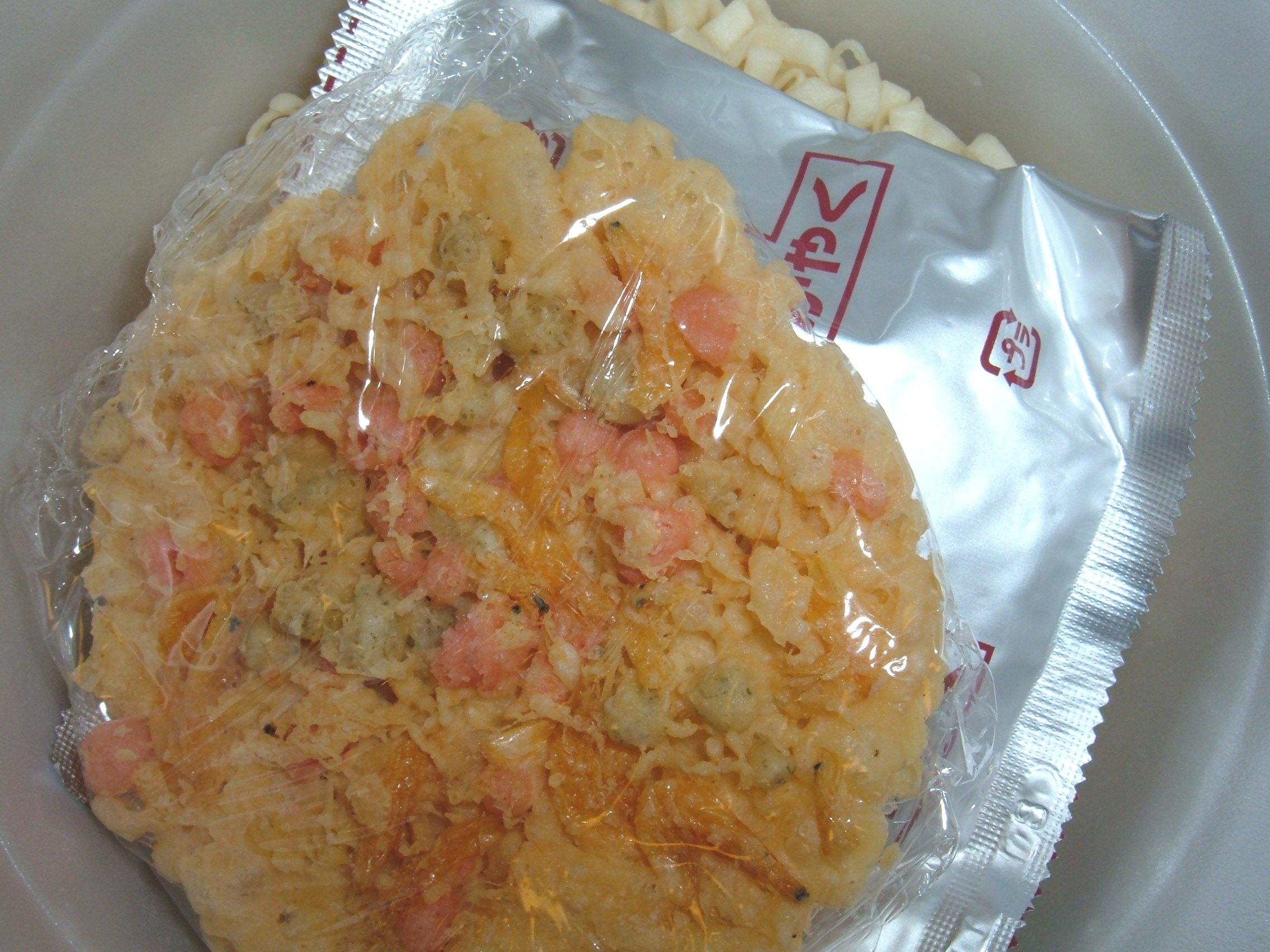
Udon tempura istantaneo confezionata
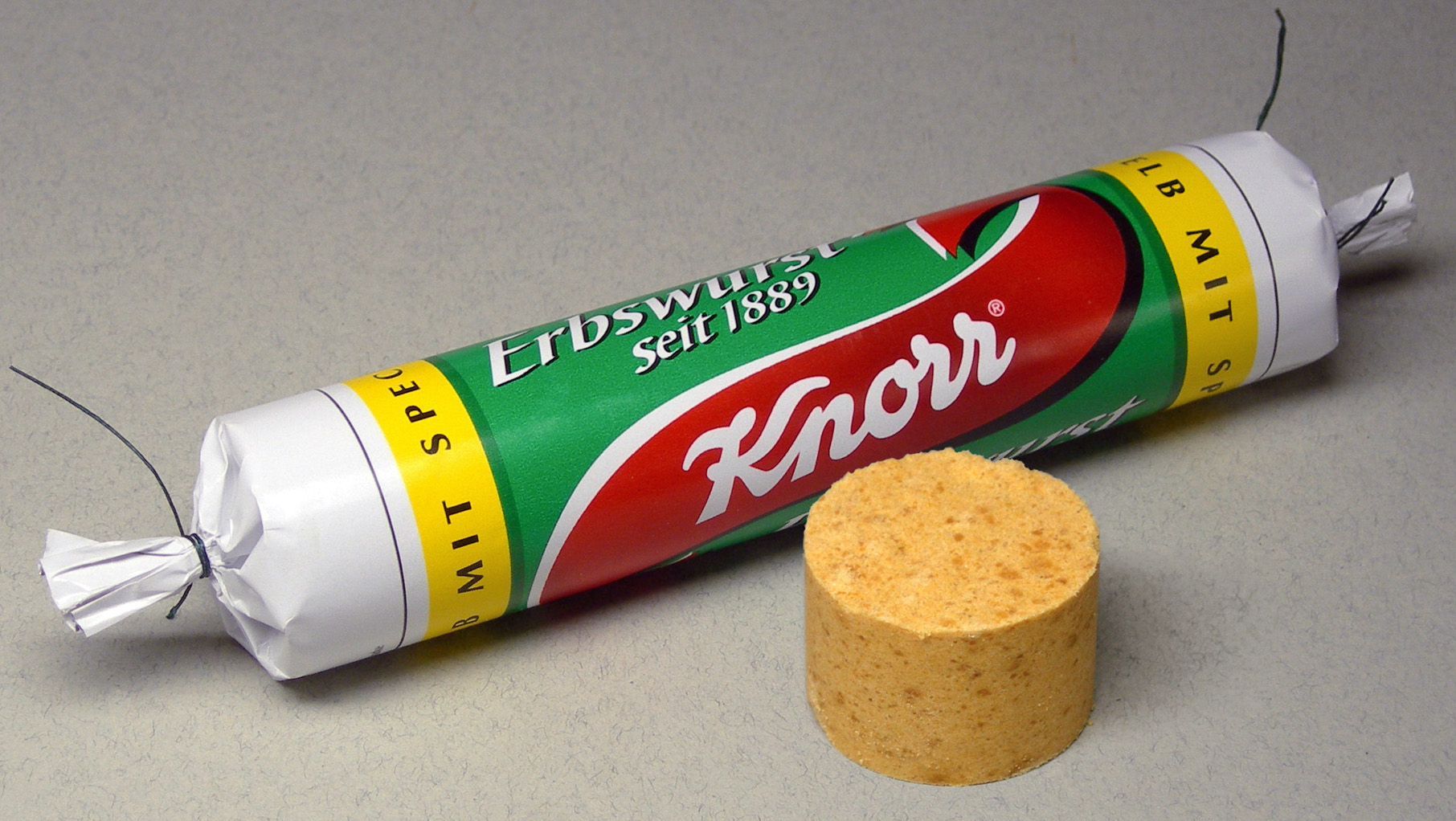
L'Erbswurst, una tradizionale zuppa di piselli istantanea tedesca, veniva venduta sotto forma di pasta concentrata.
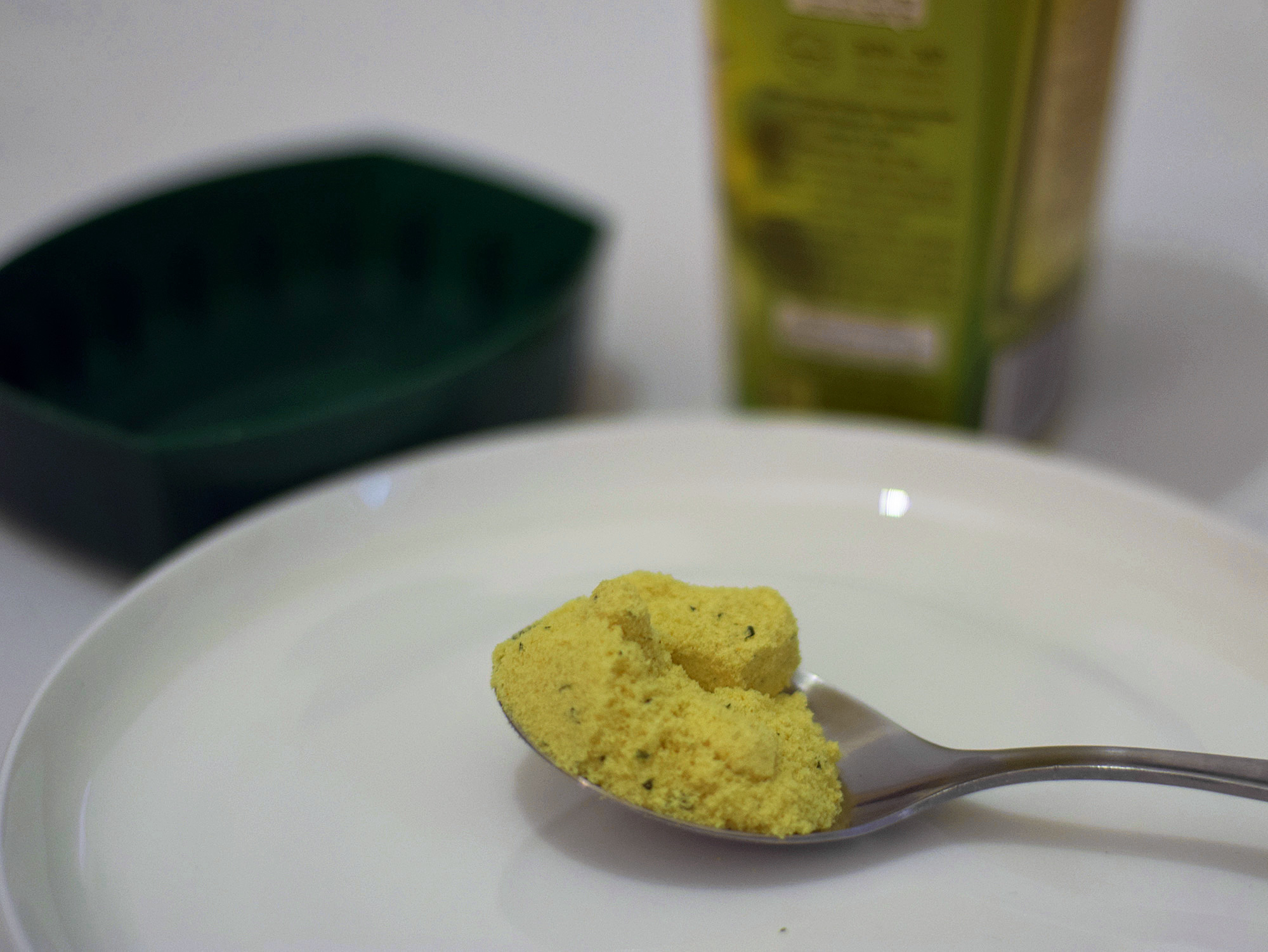
Zuppa istantanea in polvere